# Сеньков, Тит Григорьевич
Тит Григорьевич Сеньков (2 апреля 1917, дер. Старокожавка — 22 февраля 1985, Одесса) — штурман эскадрильи 81-го гвардейского бомбардировочного авиационного полка 1-й гвардейской бомбардировочной авиационной дивизии 2-го гвардейского бомбардировочного авиационного корпуса 5-й воздушной армии. Герой Советского Союза.

## Биография
Из крестьян. Член КПСС с 1943 года. Окончил Дрибинский зоотехникум (1937), Краснодарское военное авиационное училище лётчиков-наблюдателей (1940).
В Великой Отечественной войне с 1941 на Западном, Сталинградском, 1-м и 2-м Украинском фронтах, штурман звена, эскадрильи бомбардировочного авиаполка. Участник Сталинградской, Орловско-Курской, Корсунь-Шевченковской, Ясско-Кишиневской, Львовской, Висло-Одерской и Берлинской операций.
Штурман эскадрильи капитан Сеньков до июня 1944 года сделал 123 боевых вылета. Бомбовыми ударами около города Знаменка Кировоградской области 7 декабря 1943 года эскадрилья Сенькова уничтожила 8 танков, 10 автомашин с войсками и грузом, заглушила 20 огневых точек противника, чем способствовала советским войскам в овладении городом Знаменка.
Штурман эскадрильи 81-го гвардейского бомбардировочного авиационного полка 1-й гвардейской бомбардировочной авиационной дивизии 2-го гвардейского бомбардировочного авиационного корпуса 5-й воздушной армии гвардии капитан Сеньков Тит Григорьевич Указом Президиума Верховного Совета СССР 26 октября 1944 года удостоен звания Герой Советского Союза (медаль «Золотая Звезда» № 4622).
После войны в Советской Армии. С 1961 в запасе. Проживал в Одессе.